# Ungaliophis
Ungaliophis es un género de serpientes que pertenecen a la familia Boidae. Agrupa a dos especies reconocidas, nativas de México, América Central y Colombia.

## Distribución y hábitat
Su área de distribución incluye la llanura costera del Pacífico y la Meseta Central de Chiapas en México, la vertiente del Pacífico de Guatemala, Honduras, Nicaragua, Costa Rica, Panamá y Colombia.
Ocupan una gran variedad de hábitats, como bosque húmedo de tierras bajas, bosque de pino-encino del altiplano, y bosque nuboso en un rango altitudinal que oscila entre el nivel del mar hasta los 2.300 m s. n. m.

## Especies
Se distinguen las siguientes especies:
- Ungaliophis continentalis Müller, 1880 -- Sur de México (este de Chiapas), suroccidente de Guatemala y Honduras, Norte de Nicaragua.
- Ungaliophis panamensis Schmidt, 1933 -- Sur de Nicaragua, Costa Rica, Panamá y occidente de Colombia.